# Сан Ђовани ди Ливенца (Порденоне)
Сан Ђовани ди Ливенца је насеље у Италији у округу Порденоне, региону Фурланија-Јулијска крајина.
Према процени из 2011. у насељу је живело 732 становника. Насеље се налази на надморској висини од 18 м.